# Eucoptacra anguliflava
Eucoptacra anguliflava är en insektsart som först beskrevs av Karsch 1893.  Eucoptacra anguliflava ingår i släktet Eucoptacra och familjen gräshoppor. Inga underarter finns listade i Catalogue of Life.

## Bildgalleri

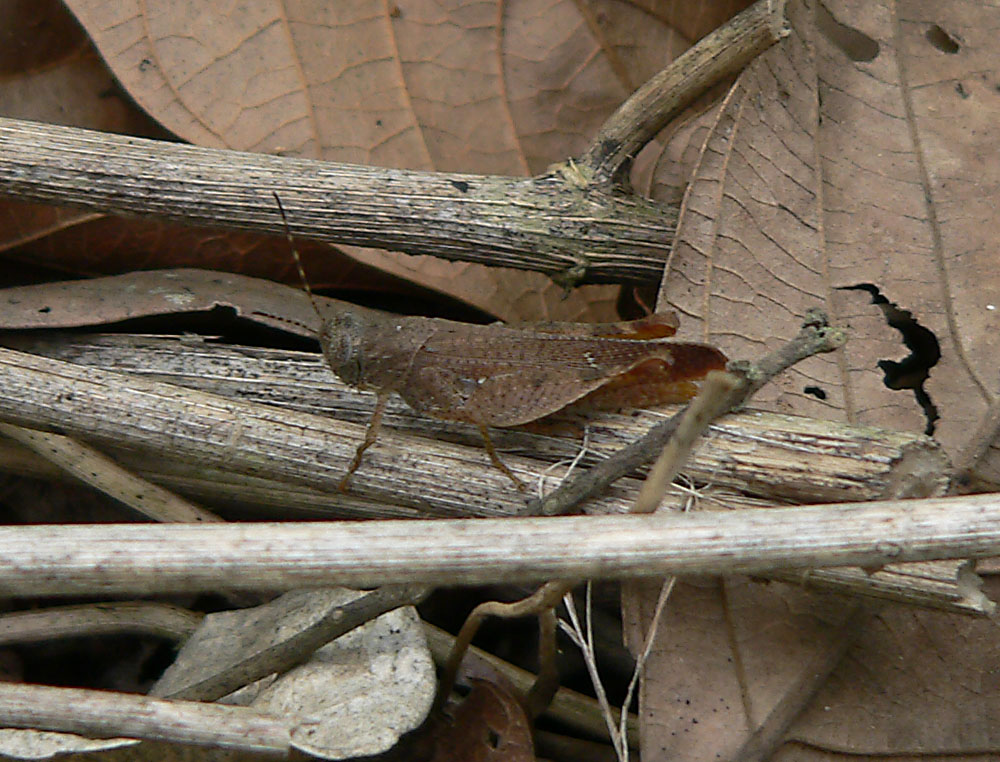
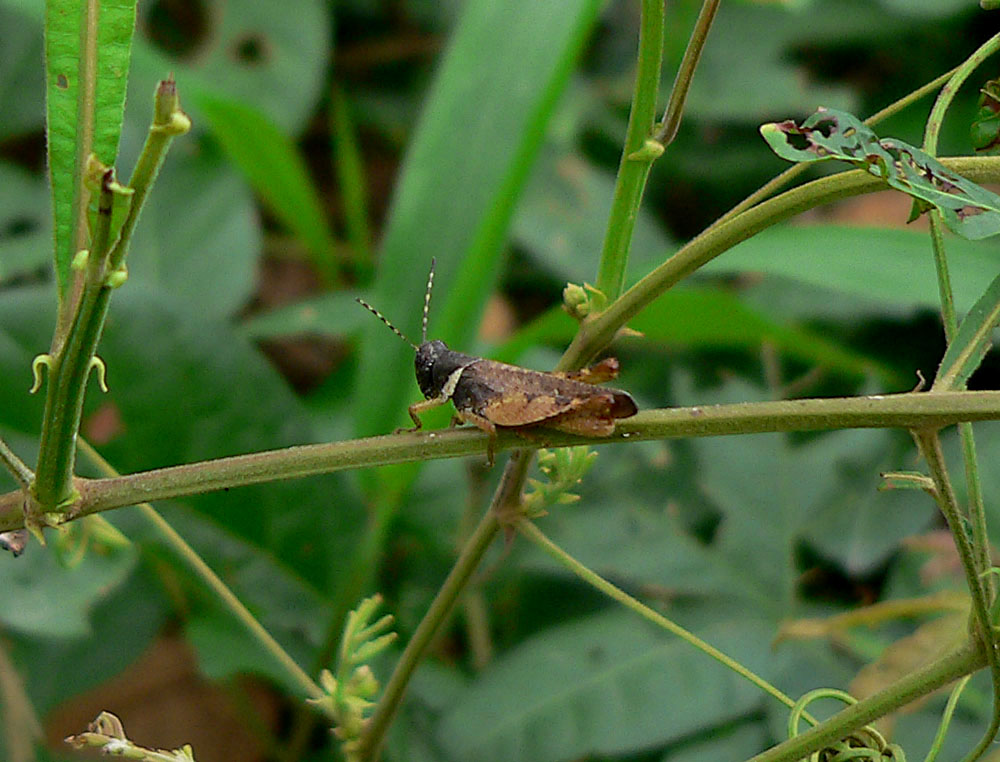